# 2 cm KwK 30
2 cm KwK 30 L/55(2 cm Kampfwagenkanone 30 L/55) là tên một loại pháo hạng nhẹ cỡ nòng 2 cm được sử dụng để lắp trên xe tăng Panzer II. Những phương tiện chiến đấu có sử dụng loại pháo này đều tham gia cả hai cuộc chiến tranh là thế chiến II và nội chiến Tây Ban Nha.
KwK 30 còn được sử dụng để làm mẫu chính cho pháo 20 mm C/30-được gắn trên một vài chiếc Heinkel He 112 và tỏ ra là một loại pháo tấn công hữu hiệu trong cuộc nội chiến Tây Ban Nha. Tuy nhiên việc tấn công trực diện xuống đất bằng máy bay không được Luftwaffe quan tâm lắm nên khẩu pháo không được sử dụng cho các thiết kế sau.
2 cm KwK 30 L/55 có một phiên bản cải tiến đó chính là pháo 2 cm KwK 38 L/55(2 cm Kampfwagenkanone 38 L/55) và cũng được sử dụng trên tăng Panzer II.

## Loại đạn sử dụng
Pháo 2 cm KwK 30 sử dụng đạn 20 x 138B.
- PzGr.(đạn xuyên giáp)
- PzGr.40(đạn xuyên giáp với cấu tạo hỗn hợp rắn)-có thể xuyên thủng 40 mm giáp ở khoảng cách 100 m và 20 mm giáp ở khoảng cách 500 m)
- s.Pz.B.41(đạn xuyên giáp với cấu tạo hỗn hợp rắn)
- 2 cm Sprgr. 39(đạn nổ)

## Các loại xe tăng sử dụng
- Bergepanther SdKfz.179
- SdKfz.121 Panzerkampfwagen II
- SdKfz.222 Leichter Panzerspähwagen
- SdKfz.223 Leichter Panzerspähwagen
- SdKfz.231 Schwerer Panzerspähwagen
- SdKfz.232 Schwerer Panzerspähwagen